# سكندر جيغا
سكندر جيغا (مواليد 14 نوفمبر 1963) هو مدرب كرة قدم ألباني ولاعب سابق. وهو مدرب كرة قدم حالي.

## المسيرة كلاعب

### النادي
أمضى جيغا أغلب مسيرة المهنية مع بارتيزاني تيرانا، وهو فريق ألباني، بينما أمضى أيضًا فترة عامين مع فريق سبورتفرويندي سيجن الألماني بين عامي 1990 و1994.

### الدولية
شارك لأول مرة مع ألبانيا في مباراة تصفيات بطولة أوروبا في أبريل 1987 ضد النمسا، وشارك في 10 مباريات دولية، دون أن يُسجل أي أهداف. وكانت آخر مباراة دولية له في أكتوبر 1989 ضد السويد في تصفيات كأس العالم.

## المسيرة التدريبية
تم تعيينه مدربًا لمنتخب ألبانيا تحت 19 سنة في فبراير 2011 حيث بقي حتى أكتوبر 2011، عندما تمت ترقيته لتولي منصب مدرب منتخب ألبانيا تحت 21 سنة.
في صيف عام 2018، انضم جيغا إلى بارتيزاني تيرانا، حيث درب الفريق في الدوري الأوروبي، والدوري الألباني الممتاز، وكأس ألبانيا. فاز بأول لقب له كمدرب، والأول لبارتيزاني منذ 26 عامًا. في يونيو 2019، غادر النادي لأسباب شخصية.

## الإنجازات

### كلاعب
- الدوري الألباني الممتاز: 1987[7]

### كمدرب
- الدوري الألباني الممتاز: 2019

## وصلات خارجية
لا توجد روابط لمواقع التواصل الاجتماعي.

- Skënder Gega على موقع قاعدة بيانات كرة القدم.إي يو (الإنجليزية)
- Skënder Gega على موقع ناشيونال فوتبول تيمز (الإنجليزية)
- Skënder Gega على موقع Soccerway.com (الإنجليزية)
- Skënder Gega على موقع عالم كرة القدم.نت (الإنجليزية)
- سكندر جيغا على فرق كرة القدم الوطنية.كوم